# Himalayitidae
Himalayitidae es una familia extinta de ammonites en la superfamilia Perisphinctoidea. La familia existió desde el Titoniano del Jurásico hasta el Berriasiano del Cretácico. Se cree que la familia deriva de Perisphinctidae.